# Álvaro Trindade Cruz
Álvaro Trindade Cruz (Porto Alegre, 17 de fevereiro de 1900 — 27 de outubro de 1956) foi um jornalista e político brasileiro.
Foi deputado à Assembleia Legislativa de Santa Catarina na 1ª legislatura (1935 — 1937), eleito pelo Partido Liberal Catarinense.